# Pakistans herrlandslag i fotboll
Pakistans herrlandslag i fotboll spelade sin första landskamp 1950, då laget föll borta med 1-5 mot Iran.

## Historik
Pakistans fotbollsförbund bildades 1948 och är medlem av Fifa och AFC.

### VM
- 1930 - Del av Brittiska Indien
- 1934 - Del av Brittiska Indien
- 1938 - Del av Brittiska Indien
- 1950 till 1986 - Deltog ej
- 1990 till 2018 - Kvalade inte in

I kvalet till VM i Tyskland 2006 åkte Pakistan ut i förkvalet efter två förluster mot Kirgizistan med sammanlagt 0-6.

### Asiatiska mästerskapet
- 1956 - Drog sig ur
- 1960 - Kvalade inte in
- 1964 - Deltog ej
- 1968 - Kvalade inte in
- 1972 - Deltog ej
- 1976 - Drog sig ur
- 1980 - Deltog ej
- 1984 - Kvalade inte in
- 1988 - Kvalade inte in
- 1992 - Kvalade inte in
- 1996 - Kvalade inte in
- 2000 - Kvalade inte in
- 2004 - Kvalade inte in
- 2007 - Kvalade inte in

### AFC Challenge Cup
- 2006 - Första omgången

### Asiatiska spelen
- 1951 - Deltog ej
- 1954 - Första omgången
- 1958 - Första omgången
- 1962 - Deltog ej
- 1966 - Deltog ej
- 1970 - Deltog ej
- 1974 - Första omgången
- 1978 - Deltog ej
- 1982 - Deltog ej
- 1986 - Första omgången
- 1990 - Första omgången
- 1994 - Deltog ej
- 1998 - Deltog ej
- 2002(1) - Första omgången
- 2006(1) - n/a

### South Asian Football Federation Gold Cup
- 1993 - 4:e plats
- 1995 - Första omgången
- 1997 - 3:e plats
- 1999 - Första omgången
- 2003 - 4:e plats
- 2005 - Semifinal

Tog hem brons 1997 efter 1-0 mot Sri Lanka (genom självmål).

### Sydasiatiska spelen
- 1984 - Deltog ej
- 1985 - 4:e plats
- 1987 - 3:e plats
- 1989 - 1:a plats
- 1991 - 1:a plats
- 1993 - Första omgången
- 1995 - Drog sig ur
- 1999 - Första omgången
- 2004(2) - 1:a plats
- 2006(2) - 1:a plats

Pakistan segrade i hemmaspelen 1989 efter att ha besegrat Bangladesh i finalen med 1-0. 1991 försvarades titeln genom 2-0 över Maldiverna. Pakistan tog även guld med U-23-laget i spelen 2004 och 2006.